# Carl Friedrich Bruch
Carl Friedrich Bruch (Zweibrücken in Hertogdom Palts-Zweibrücken, 11 maart 1789  -  Mainz in de Duitse Bond, 21 december 1857) was een Duitse ornitholoog. 

## Biografie
Bruch was de zoon van een apotheker en de jongere broer van de bryoloog Philipp Bruch (1781–1847). Omdat zijn vader op jonge leeftijd stierf, kreeg hij niet de kans om te studeren. Hij werd assistent van een notaris en in 1814 vestigde hij zich als zelfstandig notaris en hij had daarnaast een aantal juridische en bestuurlijke functies in de stad. In 1844 raakte hij door een beroerte ter rechterzijde verlamd. In 1855 ging hij met pensioen.

## Zijn werk als ornitholoog
Vanaf zijn vroege jeugd was hij in vogels geïnteresseerd en werkte hij aan een omvangrijke verzameling. Hij zette zelf vogels op en deed dit zeer professioneel. Hij onderhield contacten met andere vogelkundigen en verzamelaars door heel Europa. Op den duur bevatte zijn collectie 412 soorten en minstens 832 exemplaren, bijna alle in Europa voorkomende vogelsoorten.
Hij hield voordrachten over ornithologie en natuurstudie in het algemeen en publiceerde in vakbladen zoals het Journal of Ornithology en het tijdschrift Ornis van Christian Ludwig Brehm. Hij was zeer geïnteresseerd in diersystematiek en deed mee aan debatten over het soortbegrip. Bij de in Nederland werkzame Hermann Schlegel vond hij werkklank voor zijn ideeën. 
In 1834 was hij een van de oprichters van het Rheinische Naturforschende Gesellschaft en werd hij de eerste voorzitter. Zijn vogelverzameling werd in 1837 verkocht aan het natuurhistorisch museum in Mainz. Bruch is de soortauteur van een paar soorten meeuwen zoals de roodpootdrieteenmeeuw (Rissa brevirostris) en van de kroeskoppelikaan (Pelecanus crispus).
- Gemeinsame Normdatei: 116724714
- Virtual International Authority File: 35215682
- WorldCat: E39PBJgCHHVkPC3R9b6fKjBwYP